# Hippotion
Hippotion là một chi bướm đêm thuộc họ Sphingidae.

## Các loài
- Hippotion adelinae - Schmit, 2005
- Hippotion aporodes - Rothschild & Jordan 1910
- Hippotion aurora - Rothschild & Jordan 1903
- Hippotion balsaminae - (Walker 1856)
- Hippotion batschii - (Keferstein 1870)
- Hippotion boerhaviae - (Fabricius 1775)
- Hippotion brennus - (Stoll 1782)
- Hippotion brunnea - (Semper 1896)
- Hippotion butleri - (Saalmuller 1884)
- Hippotion celerio - (Linnaeus 1758)
- ?Hippotion chauchowensis - (Mell 1923)
- Hippotion chloris - Rothschild & Jordan 1907
- Hippotion commatum - Rothschild & Jordan 1915
- Hippotion dexippus - Fawcett 1915
- Hippotion echeclus - (Boisduval 1875)
- Hippotion eson - (Cramer 1779)
- Hippotion geryon - (Boisduval 1875)
- Hippotion gracilis - (Butler, 1875)
- Hippotion griveaudi - Carcasson 1968
- Hippotion hateleyi - Holloway 1990
- Hippotion irregularis - (Walker 1856)
- Hippotion isis - Rothschild & Jordan 1903
- Hippotion joiceyi - Clark 1922
- Hippotion leucocephalus - Rober 1929
- Hippotion melichari - Haxaire, 2001
- Hippotion moorei - Jordon 1926
- Hippotion osiris - (Dalman 1823)
- Hippotion paukstadti - Cadiou 1995
- Hippotion pentagramma - Hampson 1910
- Hippotion psammochroma - Basquin 1989
- Hippotion rafflesii - (Moore 1858)
- Hippotion rebeli - Rothschild & Jordan 1903
- Hippotion rosae - (Butler 1882)
- Hippotion roseipennis - (Butler 1882)
- Hippotion rosetta - (Swinhoe 1892)
- Hippotion saclavorum - (Boisduval 1933)
- Hippotion scrofa - (Boisduval 1832)
- Hippotion socotrensis - (Rebel 1899)
- Hippotion stigma - Rothschild & Jordan 1903
- Hippotion talboti - Clark 1930
- Hippotion velox - (Fabricius 1793)

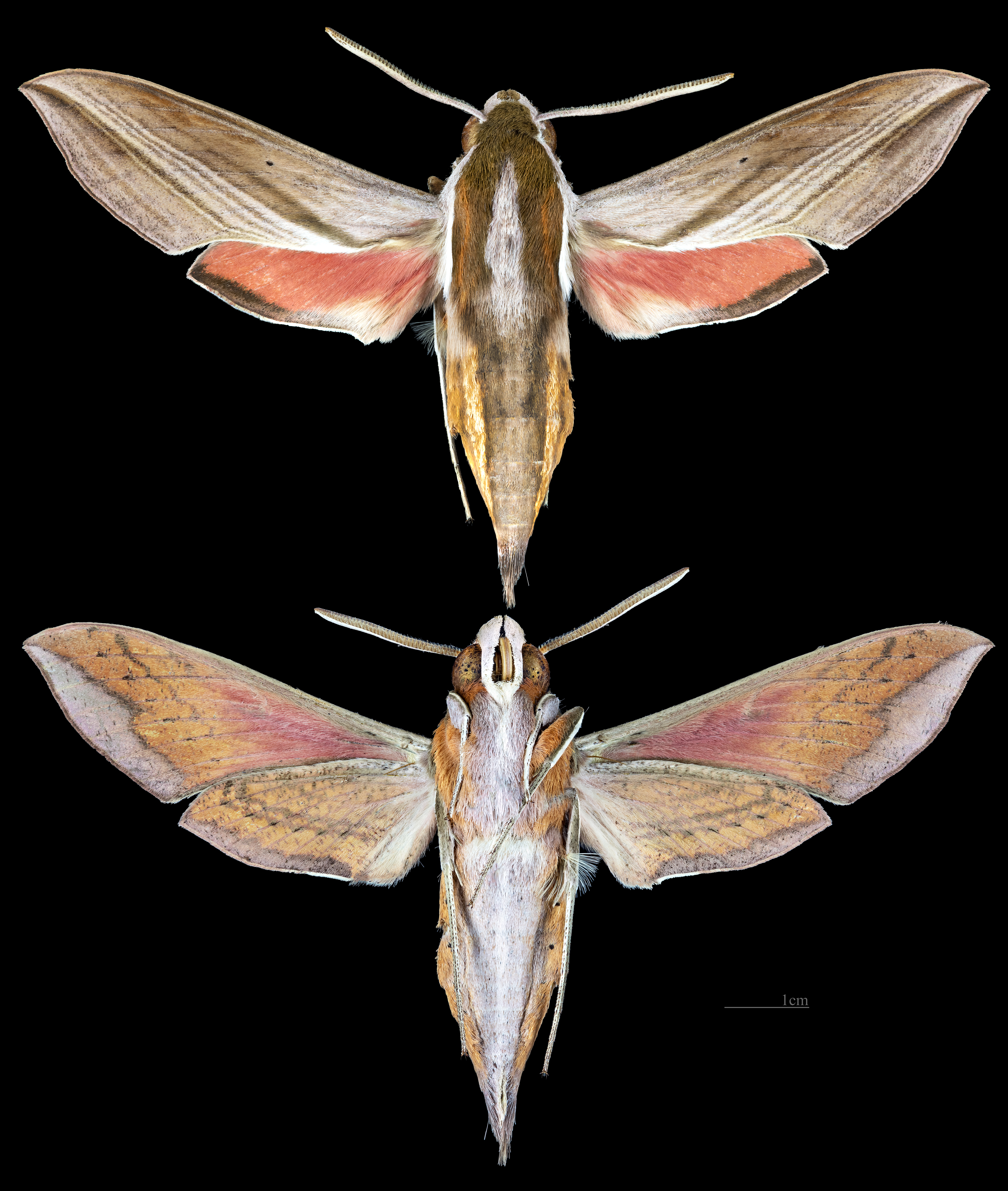
Hippotion boerhaviae
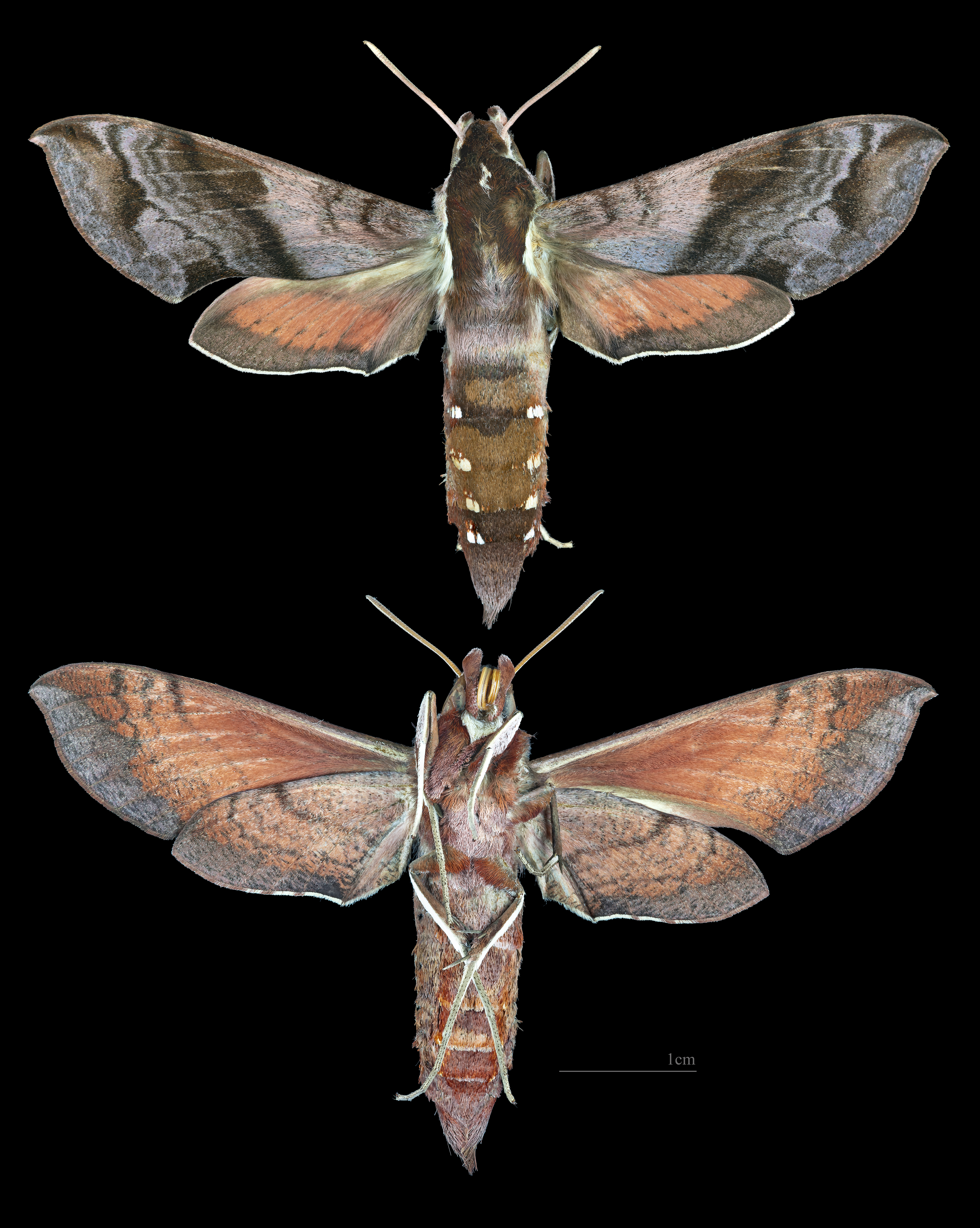
Hippotion brennus
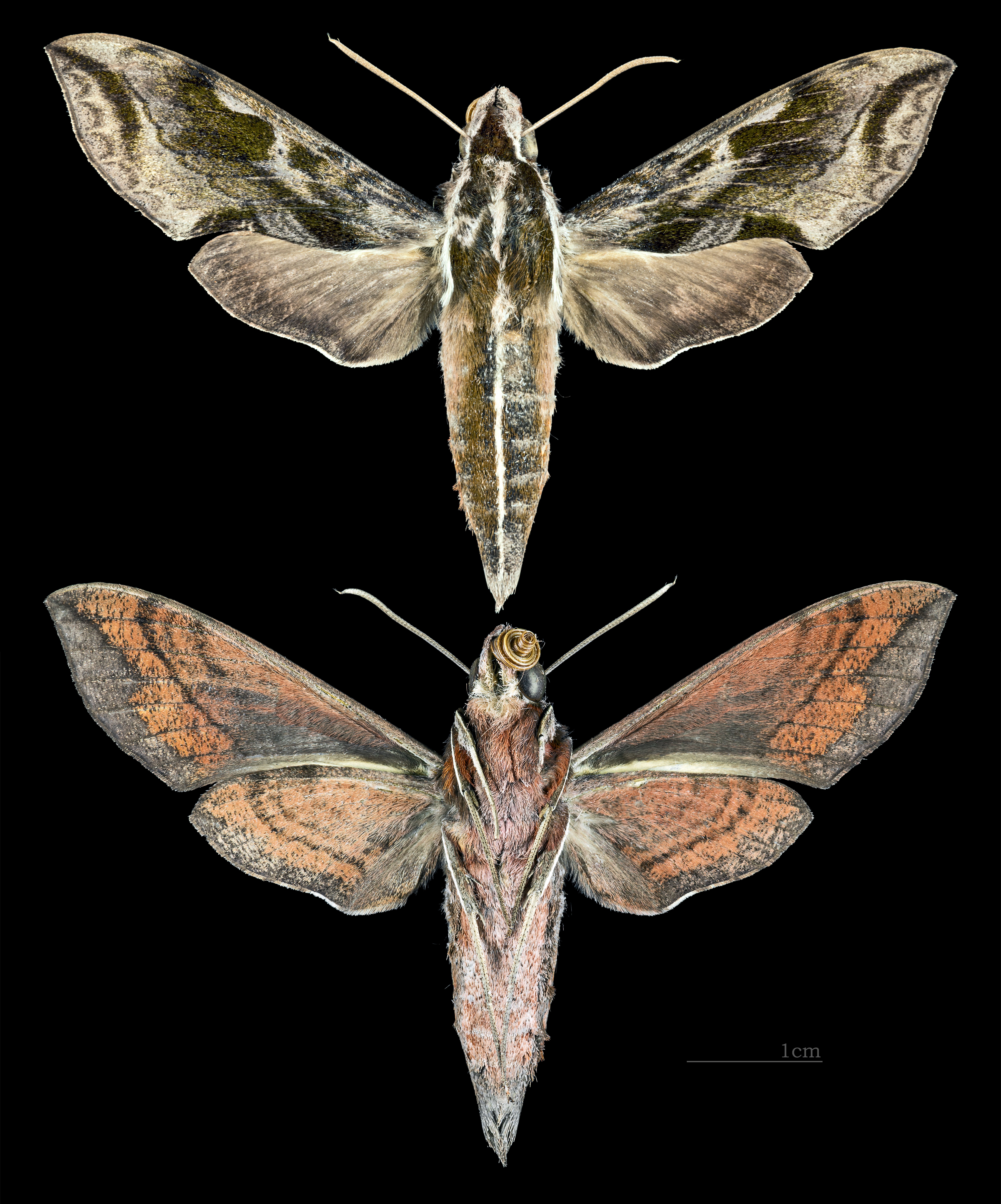
Hippotion brunnea
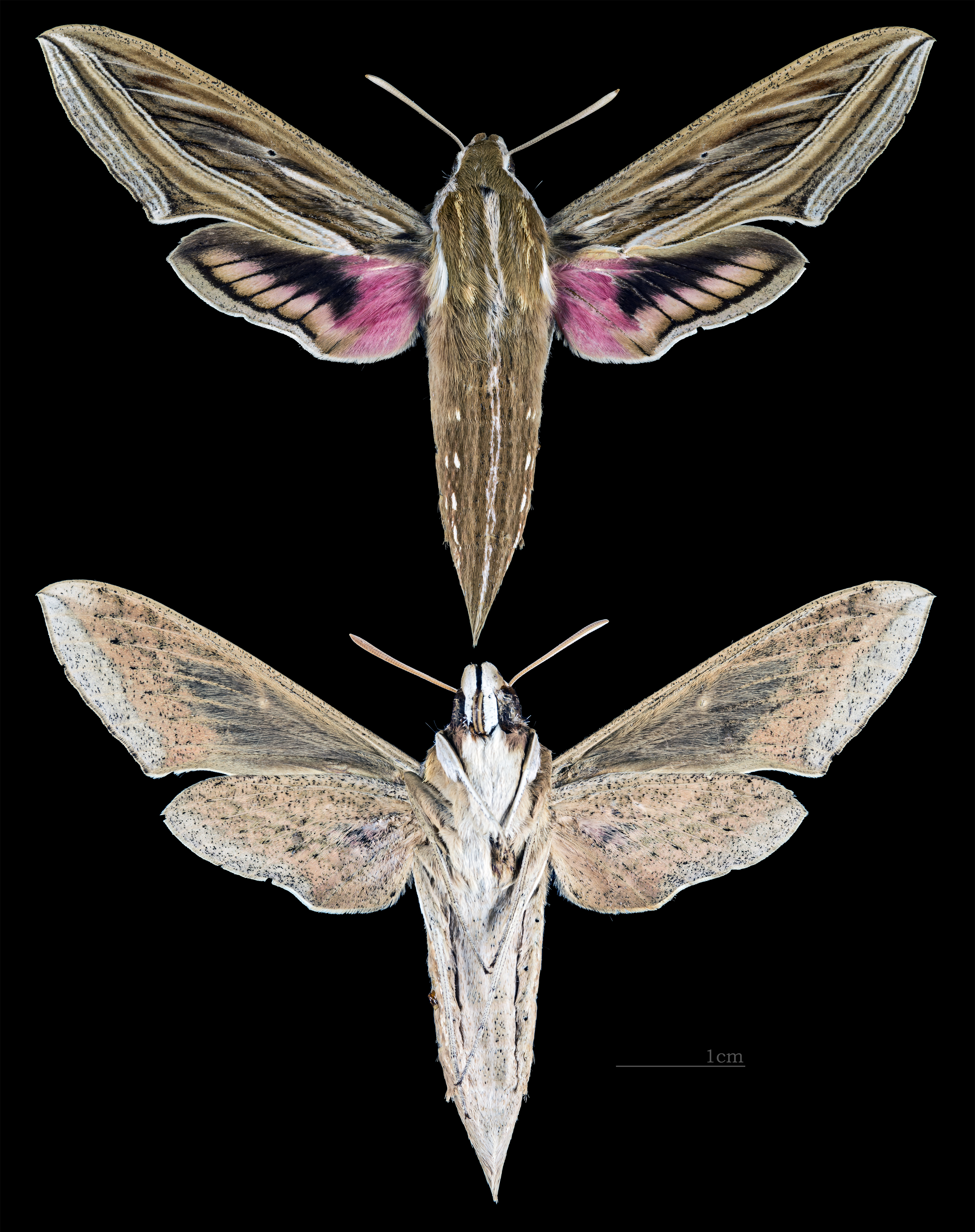
Hippotion celerio
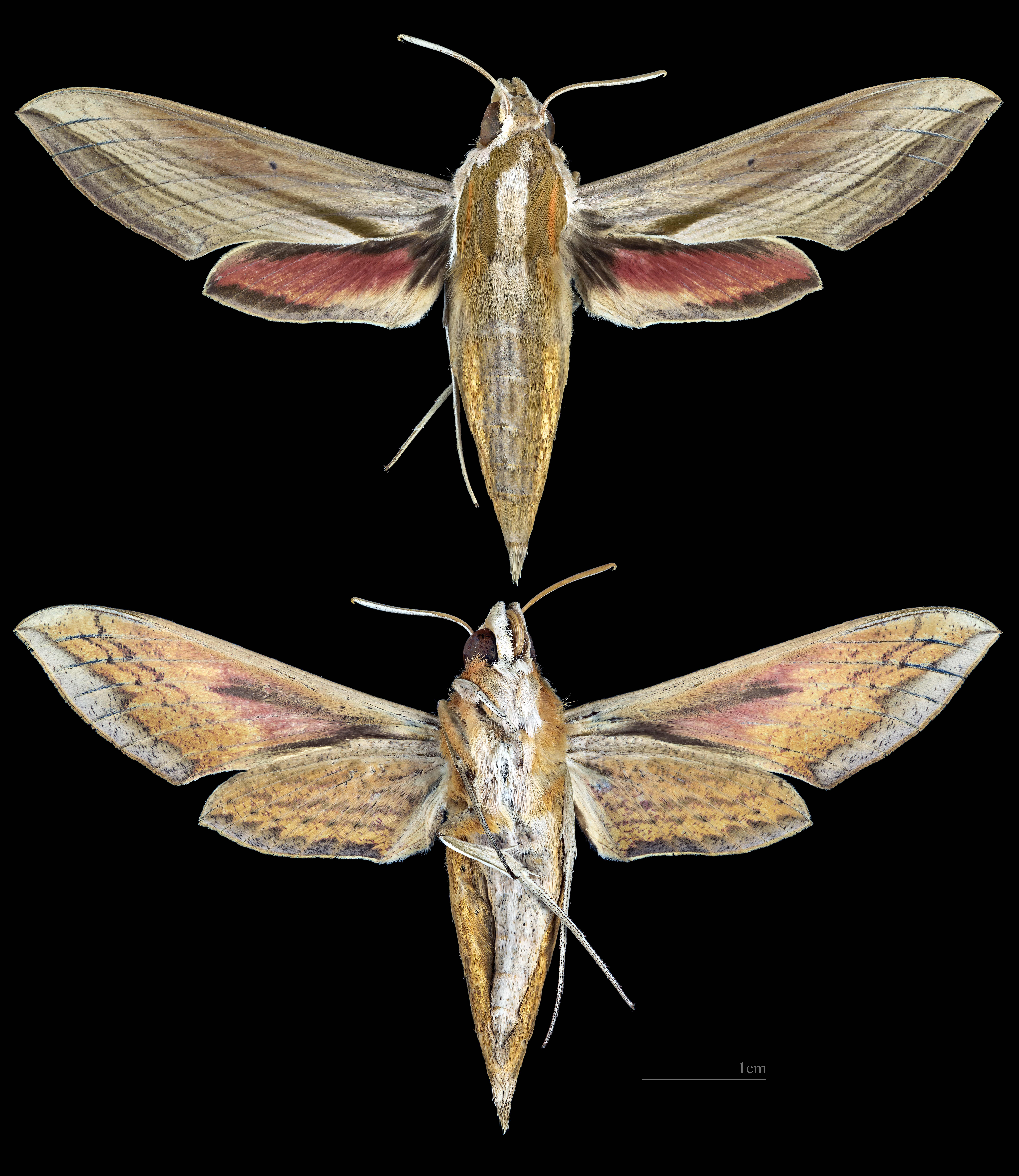
Hippotion echeclus
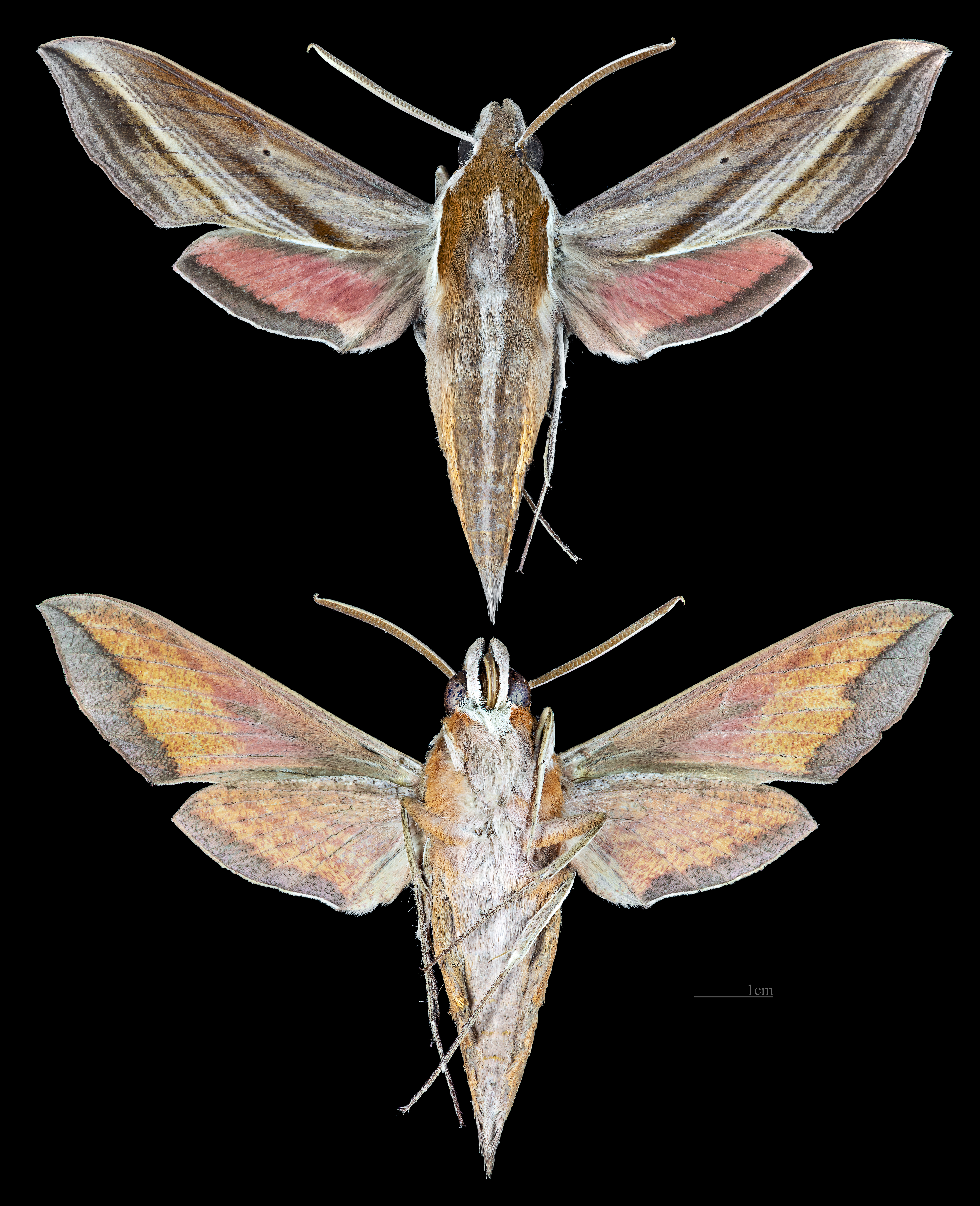
Hippotion rafflesii
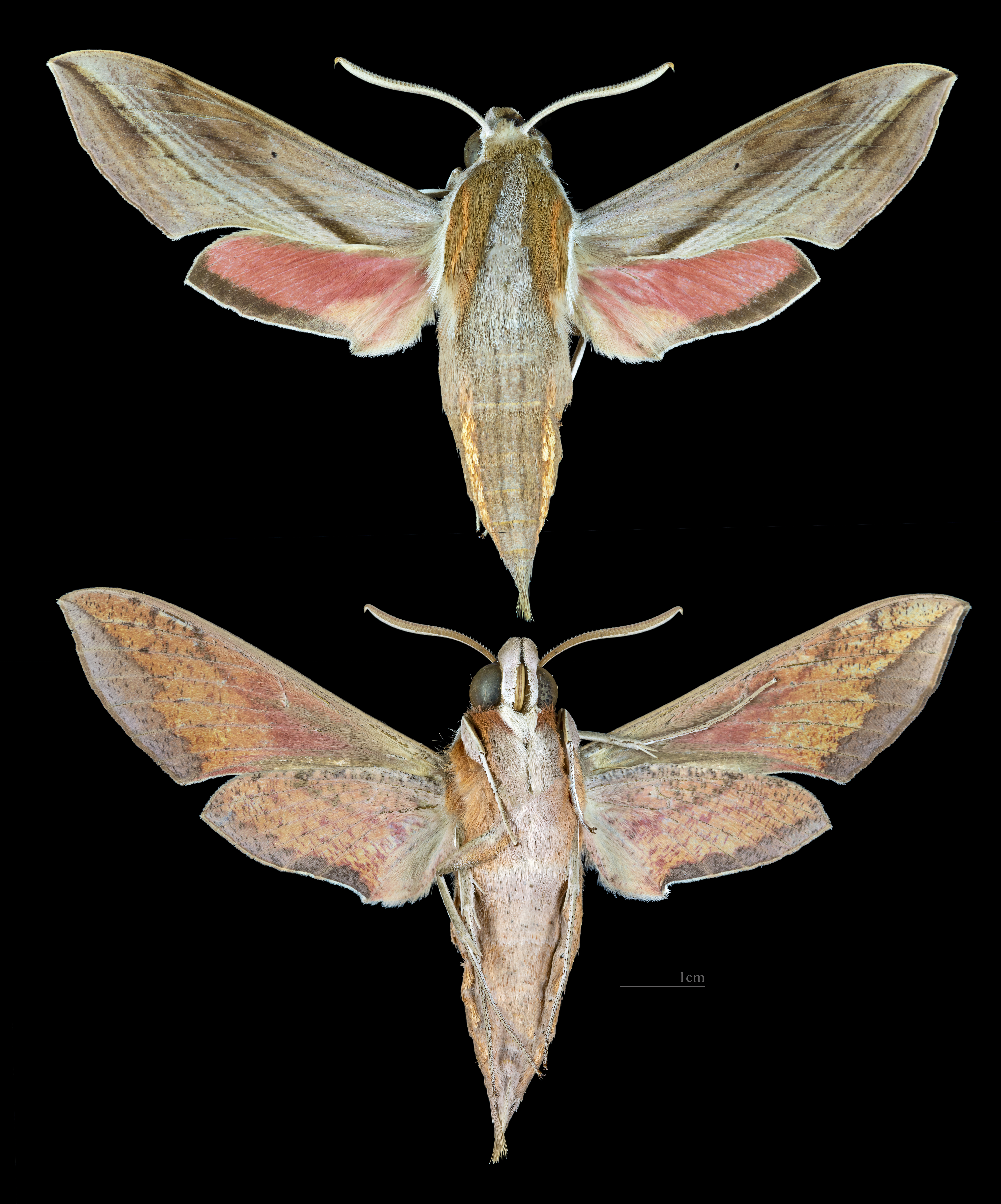
Hippotion rosetta
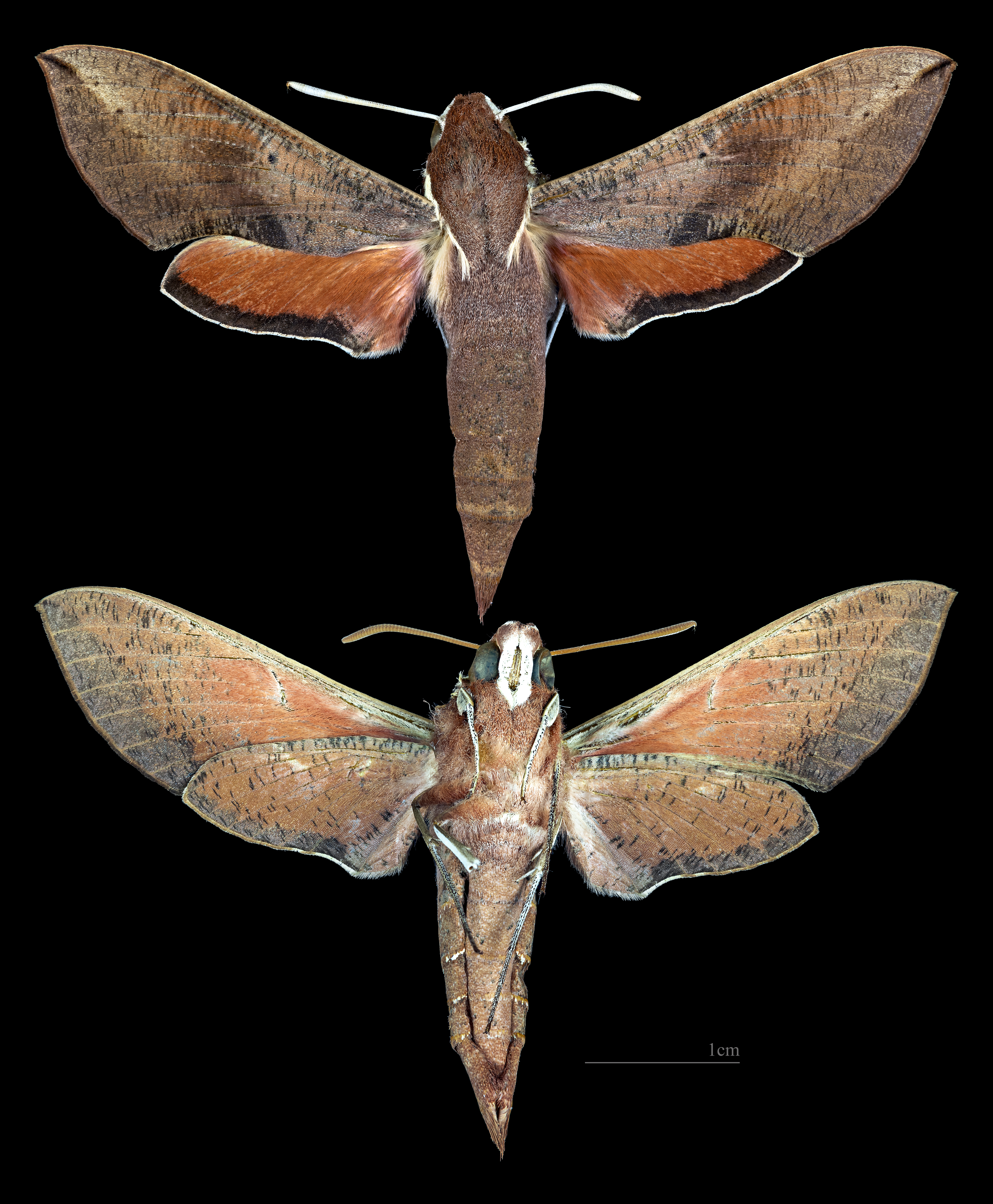
Hippotion scrofa
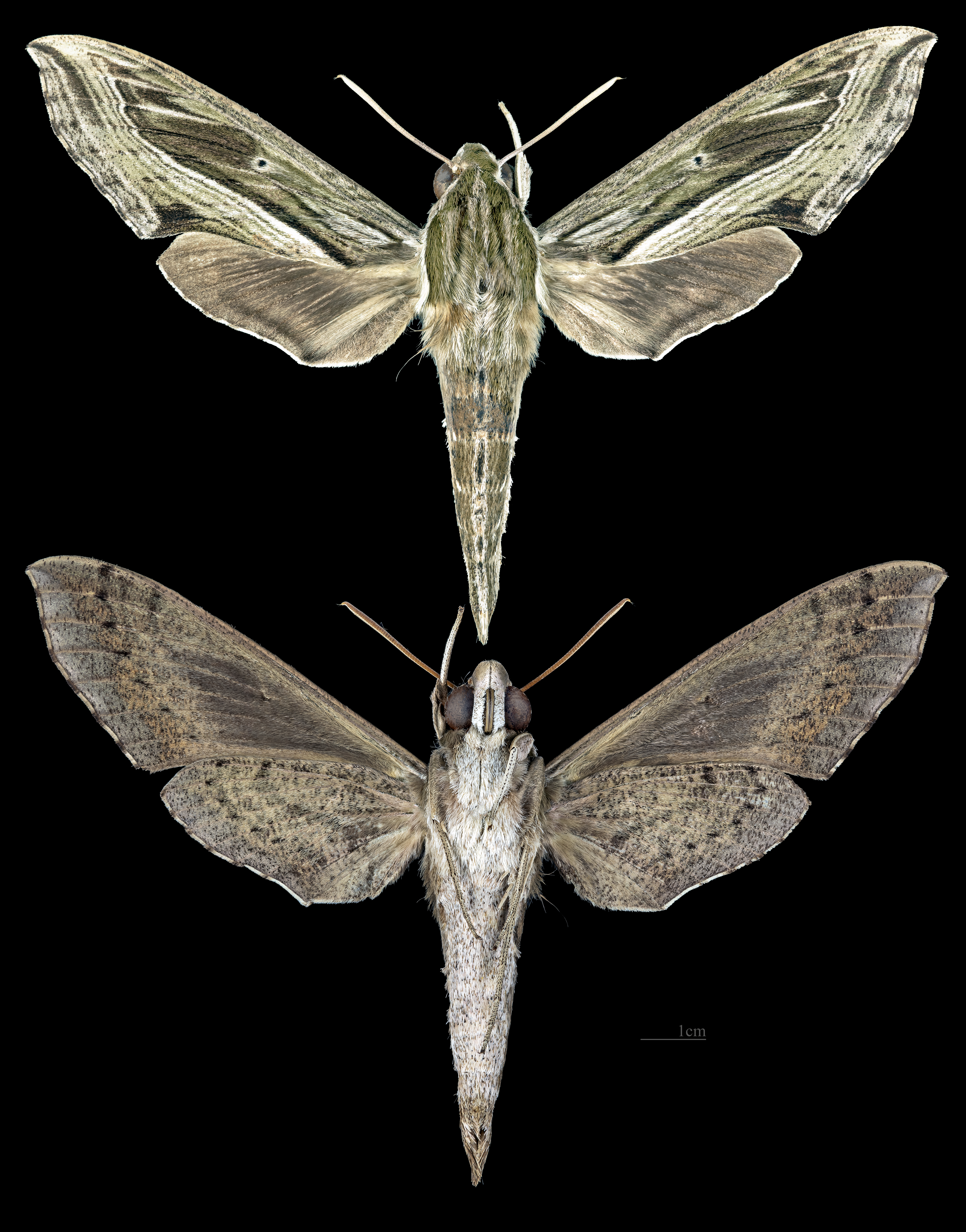
Hippotion velox

## Hình ảnh

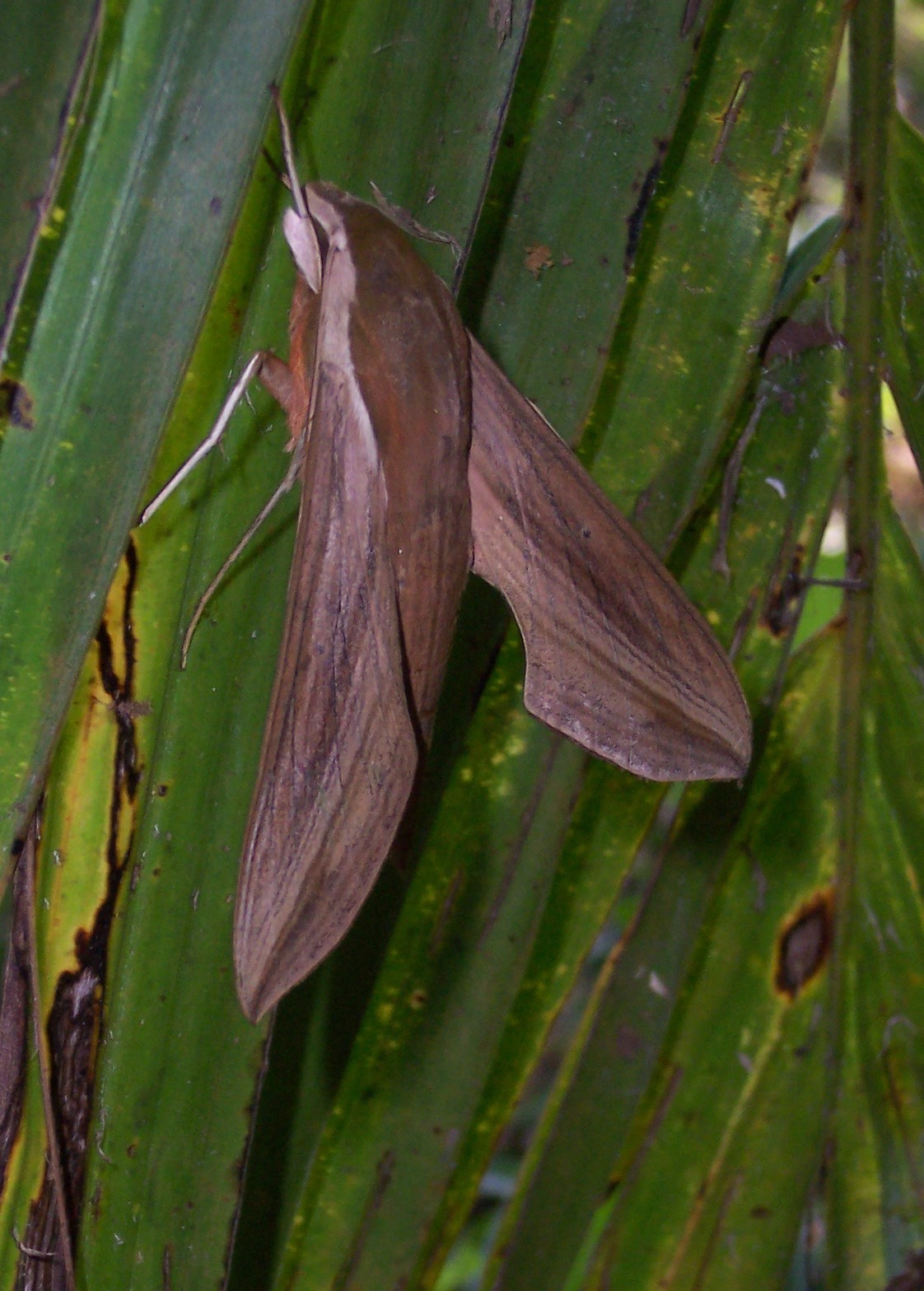
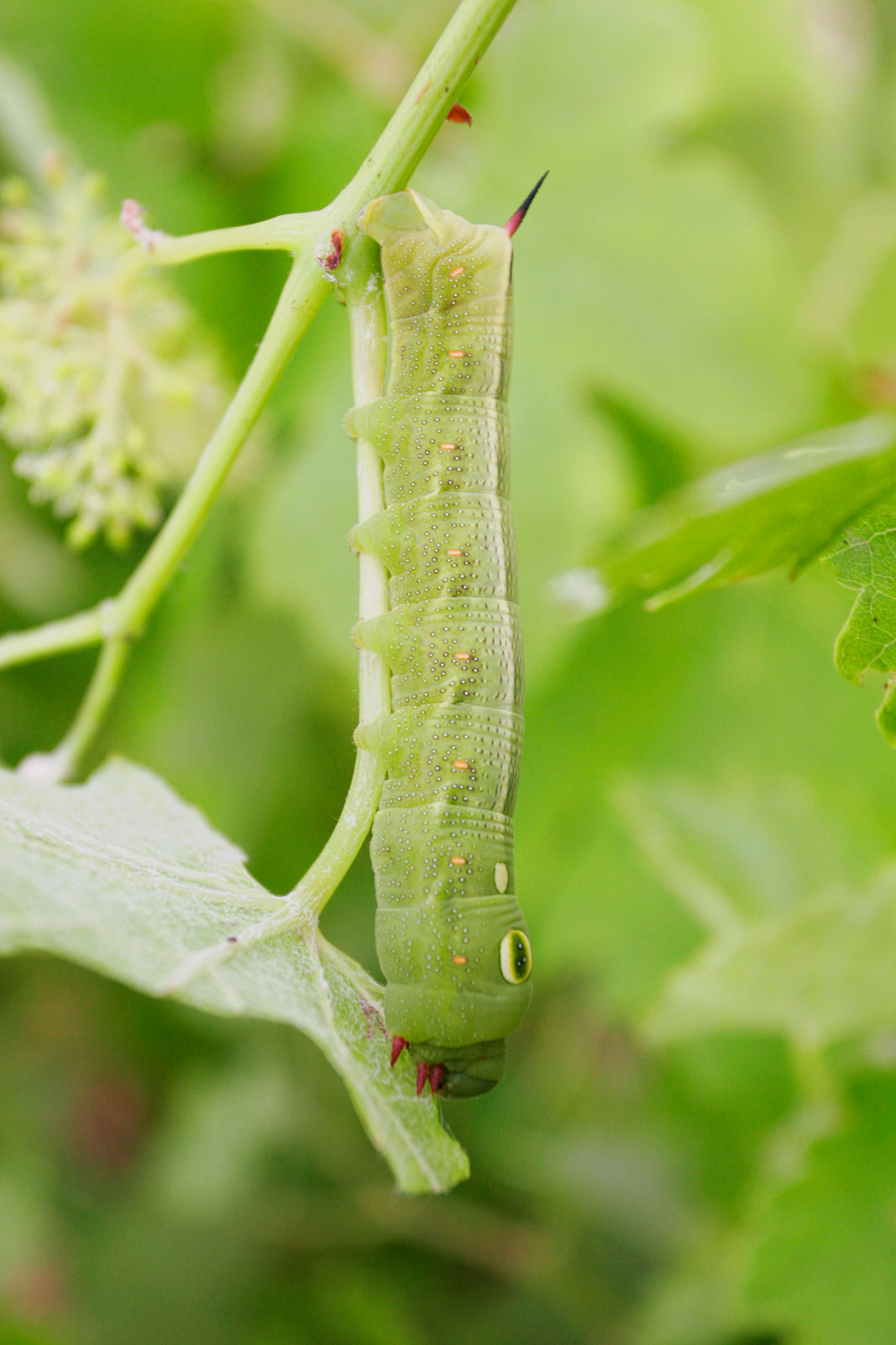